# Praça da República (Buenos Aires)
A Plaza de la República é uma praça da cidade de Buenos Aires, capital da Argentina. Está localizado no bairro de San Nicolás, no cruzamento das três principais artérias da cidade: Avenida 9 de Julho, Avenida Corrientes e Diagonal Norte. Seu nome e associações derivam de uma igreja situada na praça, San Nicolás de Bari (demolida na década de 1930 para a criação da Avenida 9 de Julho), onde a bandeira nacional do país foi hasteada pela primeira vez.
A praça é o local do Obelisco de Buenos Aires, projetado por Alberto Prebisch  e inaugurado em 1937.  A praça, originalmente uma esplanada circular pavimentada em pedra, foi ampliada para suas dimensões atuais em 1962. Seu layout atual foi estabelecido em 1971, quando a Avenida Corrientes foi redirecionada pela praça e ao redor do obelisco para facilitar o tráfego de carros no distrito financeiro da cidade.

## Metro
Três linhas do metrô de Buenos Aires têm estações de conexão embaixo da praça e são acessíveis de ambos os lados da Avenida 9 de Julho. Estes são:
- Estação "Carlos Pellegrini" na Linha
- Estação "9 de Julio" da Linha
- Estação "Diagonal Norte" da Linha

Juntos, eles oferecem uma rota fácil pela maioria dos lugares importantes da capital.